# سد آلتینیازی
سد آلتینیازی (انگلیسی: Altınyazı Dam) بین سال‌های ۱۹۶۵ تا ۱۹۷۰ بر روی جریان بسامکلار در ادرنه برای اهداف آبیاری و کنترل سیل ساخته شده‌است و دارای حوضه جمع‌آوری آب با ظرفیت انتقال آب از سد کاجبرن است. حجم بدنه سد که از نوع خاکی پرکننده است ۵۲۴۰۰۰ مترمکعب، ارتفاع آن از بستر رودخانه ۲۱٫۵۰ متر، حجم دریاچه در سطح آب نرمال ۳۰٫۸۰ میلی‌متر مکعب و مساحت دریاچه در سطح آب معمولی ۴٫۲۵ متر است. در این سد، کپور و گونه‌های آن توسط تعاونی شیلات آلتینیازی صید می‌شوند.